# Томас-Морс P-13
Томас-Морс P-13 (енгл. Thomas-Morse P-13 Viper) је амерички ловачки авион. Авион је први пут полетео 1929. године. 

Највећа брзина у хоризонталном лету је износила 277 km/h. Практична највећа висина лета је износила 7361 метара а брзина пењања 508 метара у минути. Размах крила је био 8,53 метара а дужина 7,16 метара. Маса празног авиона је износила 1026 килограма, а нормална полетна маса 1477 kg. Био је наоружан са два митраљеза.

## Наоружање
| Наоружање авиона: Томас-Морс   |   |
| Ватрено (стрељачко) наоружање  |   |
| Топ                            |   |
| Митраљез                       |   |
| Број и ознака митраљеза        | 2 |
| Бомбардерско наоружање (бомбе) |   |
| Ракетно наоружање (ракете)     |   |